# Christine Angot
Pour les articles homonymes, voir Angot et Schwartz.
Christine Angot (API : kʁis.tin ɑ̃.ɡo), née Schwartz le 7 février 1959 à Châteauroux (Indre), est une romancière, une dramaturge et une cinéaste française. Elle pratique fréquemment la lecture publique de ses textes, notamment sur scène.
L'œuvre littéraire de cette figure emblématique de l'autofiction – un terme que toutefois elle rejette –, ainsi que ses nombreux articles et ses interventions médiatiques suscitent la controverse. Depuis la parution de L'Inceste en 1999, elle est devenue une personnalité de la littérature francophone contemporaine, lauréate du prix France Culture en 2005, du prix de Flore en 2006, du prix Décembre en 2015 et du prix Médicis en 2021. Elle est membre de l’académie Goncourt depuis le 28 février 2023. Son premier film en tant que réalisatrice, Une famille, sort le 20 mars 2024.

## Biographie

### Enfance et études
Christine Angot passe son enfance à Châteauroux, avec sa mère Rachel Schwartz, fille d'un juif d'Europe centrale, né en Alexandrie,, et sa grand-mère. Son père, Pierre Angot, traducteur auprès des institutions européennes et pour la base aérienne américaine de Châteauroux-Déols, fils d'un rédacteur géographe pour le Guide Michelin, a quitté le foyer familial avant sa naissance et ne la reconnaîtra officiellement que lorsqu'elle aura quatorze ans. Elle prend alors le nom d'Angot.
Comme elle l'a confié au Monde, entre treize et seize ans elle est violée à plusieurs reprises par son père. Elle racontera ces viols dans ses romans L'Inceste, Une semaine de vacances, Un amour impossible ainsi que dans Le Voyage dans l'Est.
Elle quitte Châteauroux et s'installe à Reims avec sa mère. Après le baccalauréat, elle entame des études d'anglais et de droit. Elle obtient un DEA de droit international public, sur l'imputabilité des crimes contre l'humanité en droit international, puis commence une spécialisation en droit européen au Collège d'Europe, à Bruges, qu'elle quitte en milieu d'année et dont elle n'est pas diplômée.

### Parcours littéraire

#### Débuts
Christine Angot se désintéresse alors de ses études et commence ses premières années d'écriture :

« Il y a eu un jour où j'ai écrit. Écrit vraiment. Ce fut quelque chose de très important. Claude [son mari à l'époque] et moi étions allés à Amsterdam, mais le séjour ne s'est pas bien passé et nous sommes repartis aussitôt. Nous avons pris un hôtel au Touquet. J'étais très énervée. Je n'acceptais pas la réalité de ce week-end gâché. Je me souviens que nous avions acheté une tablette de chocolat. J'ai pris son papier d'emballage et j'ai commencé à écrire ce qui s'était passé durant le week-end. J'ai demandé du papier à l'hôtel pour continuer. Puis j'ai fait lire ce que j'avais écrit à Claude : "C'est bien !" J'ai pris peur alors : "Ne me redis pas ça, je suis capable de tout laisser pour écrire". »

Dès lors, pendant six ans, ses manuscrits lui sont retournés par les maisons d'édition à qui elle propose ses textes. Elle ne publie son premier roman, Vu du ciel, qu'en 1990 chez Gallimard dans la collection « L'Arpenteur » dirigée par Gérard Bourgadier. Ce roman et les deux suivants, Not to Be et Léonore, toujours, connaissent une faible résonance médiatique et se vendent peu. Son quatrième manuscrit, Interview, est refusé par son éditeur. Angot quitte alors Gallimard à la suite d'un rapport de lecture qui lui est défavorable : « Ils refusent mon quatrième roman, Interview. Je repars à la recherche [d'un éditeur]. Léonore, toujours [son précédent roman], les avait choqués. Le rapport de lecture dit que je suis dangereuse pour mon entourage, ils faisaient déjà la confusion entre ma vie et mes livres. » Elle est ensuite éditée chez Fayard puis Stock, enfin par Jean-Marc Roberts.

#### Reconnaissance et critiques
Christine Angot est propulsée sur le devant de la scène littéraire en 1999 avec la publication de L'Inceste, qui défraie la chronique littéraire et qui se vendra à près de 50 000 exemplaires.

Le livre suscite un accueil médiatique et critique houleux. Pierre Jourde et Éric Naulleau dans Le Jourde & Naulleau notent que « toutes les lignes de force de l'œuvre en gestation sont ici déjà repérables : agitation, déni du réel, livres qui tiendraient aisément sur quelques centimètres carrés promis aux bennes de recyclage. » Au contraire, dans Le Monde, Josyane Savigneau écrit : 

« Christine Angot va gagner. Parce qu'elle ne risque pas de plaire. Elle va trop vite, trop fort, trop loin, elle bouscule les formes, les cadres, les codes, elle en demande trop au lecteur. Elle vient d'avoir quarante ans, elle écrit depuis quinze ans et, en huit livres, elle a enjambé la niaiserie fin de siècle. Elle n'est pas humaniste, elle a fait exploser le réalisme, la pseudo-littérature consensuelle, provocante ou faussement étrange, pour poser la seule question, la plus dérangeante : quel est le rapport d'un écrivain à la réalité ? »

En 2005, elle obtient le prix France Culture pour Les Désaxés et Une partie du cœur.
En 2006, elle quitte Stock pour Flammarion, où elle publie Rendez-vous, qui obtient le prix de Flore.
Elle entretient une courte liaison avec Doc Gynéco, qu'elle a rencontré lors d'une foire littéraire. Elle évoquera cette relation dans son roman Le Marché des amants paru en 2008. Toujours en 2006, elle intervient régulièrement dans l'émission Campus, animée par Guillaume Durand sur France 2.
En 2007, elle prend pour agent littéraire Andrew Wylie, qui négocie son transfert aux Éditions du Seuil en 2008. Ce transfert est largement médiatisé en raison de la somme déboursée par la maison d'édition, 240 000 €. Elle se met en couple avec Charly Clovis, musicien martiniquais et un des meilleurs amis de Doc Gynéco et publie son roman Le Marché des amants dans lequel l'ex-compagne de Charly Clovis reconnaît une partie de sa propre vie.
En 2011, Angot fait son retour chez Flammarion, où elle publie Les Petits. À partir de la même année, elle fait partie du jury du prix Saint-Germain, qu'elle préside en 2012.
En 2012, elle obtient le prix Sade pour Une semaine de vacances, court roman qui fait scandale. Son éditeur, Flammarion, avait pourtant annoncé qu'il ne souhaitait pas qu'elle reçoive ce prix, notamment pour lui donner plus de chances d'en obtenir un autre plus prestigieux. Elle refuse le prix, dans une lettre au président du jury, Emmanuel Pierrat, en expliquant : « L'image de ce prix, qu'elle corresponde ou non à l’œuvre du Marquis de Sade, est en contradiction totale avec le livre que j'ai écrit, et ne pas refuser ce prix serait souscrire à un contresens objectif quant à ce que dit ce livre, contresens que je récuse. »

#### Interprétation de ses œuvres
Au-delà des lectures organisées dans les librairies, Christine Angot se produit régulièrement sur des scènes théâtrales, comme en 2000, au théâtre national de la Colline, où elle propose une lecture de Quitter la ville – théâtre dans lequel, en 2008, elle ouvre le festival Mediapart avec une lecture de son roman Le Marché des amants.
Plusieurs « événements » consacrés à son œuvre ont été organisés : en 2013, par exemple, durant le festival d'Avignon, Christine Angot, accompagnée de comédiens, propose des lectures, mises en scènes et conversations autour de ses œuvres dans la cour du musée Calvet. Le programme est retransmis sur France Culture sous le titre Une semaine de vacances avec Christine Angot. La même année, le théâtre Sorano lui est confié et propose, durant une semaine, des rencontres, des lectures et des projections avec, notamment, Laure Adler, Jacques-Alain Miller, Camille Laurens, Rachid O. et Tiphaine Samoyault.
À partir de 2013, elle se produit régulièrement à la Maison de la poésie, où elle propose notamment des lectures et conférences autour de ses livres et des lectures d'œuvres d'autres écrivains comme Marguerite Duras.

#### Autres activités littéraires
En mars 2016, elle est la rédactrice en chef du supplément Libé des écrivains du journal Libération.
Par ailleurs, Angot publie des récits, ainsi que des articles en lien avec son travail d'écriture et qui évoquent la réception de ses livres,, ses apparitions médiatiques ou encore des sujets plus intimes,.
Des textes ont également été publiés dans le magazine Epok, lorsque l'auteur y tenait une chronique : « Le mot d'Angot », au début des années 2000[source secondaire souhaitée].

#### Invitée du musée Eugène-Delacroix
En 2017, Christine Angot se voit invitée par le musée national Eugène-Delacroix à Paris pour un accrochage « carte blanche » intitulé « Regards sur les collections », à la faveur duquel elle rédige divers cartels et met les œuvres en perspective avec sa vie et ses points de vue. Cette intervention est vivement déplorée et critiquée pour son égocentrisme et sa banalité.

### Personnalité médiatique
Christine Angot collabore régulièrement au journal Libération au sein duquel elle tient, en alternance avec d'autres écrivains, la chronique « Écritures ». Elle publie également, de façon fréquente, notamment dans Le Monde, Le Point ou encore Télérama, des chroniques sur la littérature et l'art (sur Emmanuel Carrère, Michel Houellebecq, Van Gogh, Marguerite Duras par exemple), des réactions en lien avec l'actualité, ainsi que des portraits de politiques (dont François Hollande, Ségolène Royal, Dominique Strauss Kahn, Nicolas Sarkozy, Marine Le Pen) et de personnages médiatiques (Bernard-Henri Lévy, Jean-Marc Roberts). À partir de 2016, elle collabore au journal Le Nouvel Observateur, pour lequel elle rédige des portraits des candidats à l'élection présidentielle de 2017.
Recrutée pour remplacer Vanessa Burggraf, elle est chroniqueuse de septembre 2017 à juin 2019, aux côtés de Yann Moix (2017-2018) puis de Charles Consigny (2018-2019), dans l'émission de Laurent Ruquier On n'est pas couché, diffusée par France 2. Elle s'y distingue par des prises de position et des réactions polémiques. La période voit les audiences baisser, un essoufflement qui serait dû d'après François Jost, professeur en science de l'information et de la communication, à une perte de légitimité des chroniqueurs dans des échanges où la forme a pris le pas sur le fond. Jost souligne également l'« impopularité de Christine Angot » causée par son « incapacité à dialoguer », une attitude qu'il qualifie de « consternante », voire de « dramatique ».

### Prises de positions politiques
En juillet 2014, elle fait partie des signataires d'une lettre ouverte adressée au président de la République, publiée dans Libération, qui s'oppose à la gestation pour autrui,.
En février 2017, Christine Angot exhorte François Hollande à se représenter à l’élection présidentielle. Dans une lettre ouverte, elle affirme que celui-ci dans les situations exceptionnelles, a « toujours été à la hauteur ».

### Décorations
- Commandeur de l'ordre des Arts et des Lettres (2 novembre 2023)[55] ; officier le 17 janvier 2013[56]

## Controverses

### Coups d'éclat à la télévision
Elle est critiquée pour la violence de ses interventions politiques et médiatiques. Le 3 septembre 1999, dans l'émission Bouillon de culture animée par Bernard Pivot, elle prend à partie Jean-Marie Laclavetine, écrivain et lecteur chez Gallimard, pour son roman Première Ligne. Ce livre raconte l'histoire d'un éditeur fatigué d'avoir à refuser des manuscrits. Elle le qualifie de « tout à fait insupportable » et de « livre inutile ». Dans les faits, c'est Laclavetine qui a refusé le quatrième roman de Christine Angot chez Gallimard.
Cette intervention attire l'attention sur elle. Le lendemain de l'émission, les ventes de son livre L'Inceste décollent. Dès lors, ses « coups d'éclat » médiatiques se succèdent : le 14 octobre 2000, elle quitte le plateau de l'émission Tout le monde en parle, « ulcérée par les questions trop légères de Thierry Ardisson et de ses invités ». Invitée de l'émission On n'est pas couché, elle s'emporte contre Éric Zemmour puis contre Natacha Polony. En 2015, elle préfère quitter le plateau de Laurent Ruquier plutôt que de faire face à Michel Houellebecq, dont elle avait critiqué le dernier roman en ces termes : « Soumission est un roman, un simple roman, mais c'est un roman qui salit celui qui le lit. Ce n'est pas un tract mais un graffiti : Merde à celui qui le lira,,. »

### Intervention face à François Fillon
Le 23 mars 2017, durant l'affaire Fillon, elle a, en direct sur le plateau de L'Émission politique, une violente altercation verbale avec François Fillon qui est largement commentée dans la presse. Parmi les nombreuses réactions qui critiquent cette intervention, Benoît Duteurtre écrit déplorer ces artistes qui se prennent pour des « procureurs » et qui fréquentent « les plateaux télé pour y dire le bien et le mal ; et surtout pour juger la vie politique, au risque de nous laisser entendre que la voix d'un romancier, d'un acteur, d'un cinéaste, revêtirait une valeur particulière dans le débat électoral. » Alain Finkielkraut se demande quant à lui : « Comment a-t-on pu tomber si bas ? »
D'autres voix se font entendre pour au contraire soutenir l'écrivaine, comme Jean-Michel Aphatie : « Sur le plateau de France 2, l'écrivaine était parfaitement dans son rôle et, avec elle, nous avons assisté à un grand moment de télévision. Elle n'était pas venue pour débattre avec François Fillon mais pour lui lire un message à la suite des différentes affaires qui le touchent. Elle s'est clairement présentée comme écrivaine, venue porter une émotion que beaucoup de Français indignés par les affaires en cours partagent. » Les Inrockuptibles soutiennent également Christine Angot en affirmant qu'elle a remporté son débat.
François Fillon considère que ce type d'attaque lui est profitable et déclare : « ça provoque chez les Français un réflexe démocratique. Plus on m'attaque, plus je suis en forme ! »
Le 26 mars 2017, Angot réagit à la polémique dans un entretien accordé au journal Libération. Elle y déclare ne pas regretter cet échange et évoque les messages qu'elle a reçus à la suite de son intervention télévisée : « Vous avez parlé pour nous. »

### Chroniques dansOn n'est pas couché
Le 16 septembre 2017, face à Alexis Corbière, elle acquiesce quand celui-ci lui demande si, selon elle, « Dieudonné = Francis Lalanne = La France insoumise » (en précisant qu'elle identifie surtout les deux premiers), le mouvement du député n'ayant pas protesté après le report de voix en sa faveur des deux candidats issus du show-business lors d'une législative partielle. Elle affirme sur le même plateau : « Je ne suis pas une intellectuelle, je suis une artiste. […] J'ai pas de convictions ! »
Le 30 septembre 2017 survient une autre polémique. Face à l'ancienne porte-parole de Europe Écologie Les Verts Sandrine Rousseau, qui présentait le livre où elle a raconté son combat pour faire reconnaître l'agression sexuelle qu'elle a subie de la part de Denis Baupin, elle s'emporte jusqu'à faire pleurer l'invitée,. Durant la séquence diffusée à la télévision, Christine Angot affirme que ce livre démontre que les féministes se sont trompées de combat (souhait d'une féminisation des professions, mouvement féministe au sein d'un parti politique, communication sur la libération de la parole, etc.) et que, de fait, le nombre des viols et des agressions sexuelles ne baisse pas significativement. Sandrine Rousseau évoquait en effet dans son livre Christine Angot et, selon celle-ci, déformait sa démarche. La réaction, jugée agressive, de Christine Angot entraîne la saisie du CSA par Marlène Schiappa, secrétaire d'État chargé de l'Égalité entre les femmes et les hommes. Une pétition, réclamant des excuses publiques de l'émission à Sandrine Rousseau est lancée par l'écrivaine Valentine Goby et recueille près de 132 000 signatures le 23 octobre 2017. Le 20 décembre suivant, le CSA a finalement rendu sa décision avec une mise en demeure de France Télévisions,.
Une autre polémique naît le 19 février 2018 lorsque, face à Grand Corps Malade, Christine Angot explique que « être artiste est toujours le résultat d'un échec, c'est un plan B ». Ces propos jugés naïfs et insultants, parce qu'ils supposent que la création artistique ne serait qu'un substitut à une frustration sociale, suscitent l'indignation et la consternation dans de nombreux médias, et donnent à nouveau lieu à une pétition demandant des excuses de la présidente de France Télévisions ou une sanction à l'encontre de l'écrivaine,.
Une nouvelle polémique se déclenche à la suite de l'émission du 10 mars 2018, durant laquelle Christine Angot attaque Virginie Calmels, vice-présidente des Républicains, en évoquant sans justification avec le sujet de la discussion, sa vie privée et son milieu social supposé. L'avocat Éric Dupond-Moretti, présent sur le plateau, et applaudi par le public, dénonce alors ce comportement « d'une grande violence », s'attirant à son tour les critiques de la chroniqueuse : « Il faut y aller fort avec ces gens-là » (sic). Cette séquence provoque une violente réaction négative des réseaux sociaux et des signalements au CSA,.
Le 1er juin 2019, en voulant saluer un livre publié par Franz-Olivier Giesbert, elle fait resurgir des débats nés lors de l'affaire Olivier Grenouilleau du nom de l'historien, selon qui les abolitionnistes auraient exagéré les conditions de vie sur les navires négriers, et déclenche un tollé en déclarant que l'esclavage des Noirs était « exactement le contraire » de la Shoah car les esclaves devaient être « en bonne santé » à leur arrivée. Plus de 900 signalements de téléspectateurs au CSA sont effectués dans la soirée. L'historienne Mathilde Larrère rappelle les conditions de navigation : coups de fouet, violence à tout bout de champ, viol des femmes, tandis que l'historienne Myriam Cottias, spécialiste de l’esclavage, y voit un discours idéologique, voire « un consensus révisionniste vis-à-vis de l’histoire de l’esclavage » et rappelle que la durée moyenne de vie en plantation à Saint-Domingue ne dépassait pas huit ans. La chroniqueuse s'excuse ensuite de ne pas avoir « su trouver les mots » et l'émission, la semaine suivante, invite des représentants d'associations antiracistes.

## Affaires judiciaires
En 2008, à la suite de la publication de son roman Le Marché des amants, Christine Angot se voit obligée de dédommager, après accord, à hauteur de 10 000 euros, Élise Bidoit. Celle-ci, ex-épouse de Charly Clovis, compagnon de Christine Angot, a reconnu une partie de sa situation personnelle transcrite dans l'œuvre.
En 2011, lors de la publication du roman Les Petits, Élise Bidoit accuse à nouveau Christine Angot d'atteinte à sa vie privée et familiale et décide d'attaquer l'auteur en justice. Le roman évoque des épisodes précis, parfois violents ou terribles, de la vie intime du couple inspiré par Élise Bidoit et Charly Clovis. Il reproduit les résultats d’une enquête sociale, demandée par un juge aux affaires familiales, visant à régler le problème de la garde des quatre enfants d’Élise Bidoit et Charly Clovis, auxquels Angot a eu accès par ce dernier. Par ailleurs, il y est écrit que la fille aînée du personnage calqué sur Élise Bidoit, née d’un premier mariage, a été agressée sexuellement par son père, ce qui n’est selon la plaignante jamais arrivé. Christine Angot comparaît le 25 mars 2013 pour atteinte à la vie privée,,. Le 27 mai 2013, elle est condamnée, conjointement avec son éditeur, à verser 40 000 euros de dommages et intérêts à Élise Bidoit,.
En 2017, elle est mise en examen, ainsi que Laurent Joffrin, directeur de la publication de Libération, pour diffamation après la parution d'un article du journal où elle accuse l'éditeur Christophe Lucquin de « publier des livres à caractère essentiellement pédophile ». Le 4 décembre 2019, la cour d’appel de Paris infirme le jugement de première instance la relaxant du chef de diffamation publique, et juge que l’écrivaine a publiquement diffamé l’éditeur Christophe Lucquin, défendu par Me Marie Dosé, et sa maison d’édition. Christine Angot est condamnée, civilement et solidairement avec Laurent Joffrin, à verser à l'éditeur et à sa maison une amende de 8 500 euros,.
En mars 2019, elle porte plainte en raison d'inscriptions injurieuses et menaçantes qui sont découvertes à proximité d'un lieu où elle doit se produire en conférence, et qui font explicitement référence à la consonance juive du nom de famille de sa mère, ainsi qu'à la couleur de peau de son ancien compagnon, Doc Gynéco.

## Littérature

### Écriture
La critique littéraire classe souvent les textes d'Angot dans la catégorie autofiction. L'auteur refuse pourtant cette étiquette :

« Le terme [autofiction] ressemble trop à « autobiographie ». Je crains qu'une fois de plus on en déduise : « Ce n'est pas vraiment du roman ». L'autofiction est portée par l'usage du « je ». Si ce « je » est celui du miroir, je ne fais pas d'autofiction. Si on reconnaît que ce « je » peut s'élaborer dans l'imaginaire, alors oui, je fais de l'autofiction. Le roman, je le répète, n'est pas du témoignage. C'est pourquoi ce qu'il dit de la société est politique. »

Christine Angot déclare ne rien « raconter », au sens purement narratif du terme, mais simplement « dire », et concevoir la littérature comme une « aventure, d'autant plus que c'est une aventure, dit-elle, qui concerne la personne qui écrit l'écriture mais aussi ceux qui sont en mesure de recevoir ou de ne pas recevoir l'écriture. »
Son œuvre se caractérise par le déploiement d'un discours qui met à l'épreuve les rapports entre la vérité et la fiction dans le roman autobiographique :

« La vérité, fût-elle littéraire, est un engagement, à condition que plane, au-dessus de chaque affirmation, l'ombre du doute. Il faut faire en sorte que le lecteur croie en la véracité. Qu'il soit persuadé que la plus grande part s'est réellement passée. La littérature n'a pas d'autre but. »

Dès lors, œuvre qui mêle dénudement confessionnel et fiction, les livres de Christine Angot, pour qui, en littérature, « il n'y a ni morale ni responsabilité », sont le résultat de la rencontre frontale entre la vie et l'écriture : « La vie tout le temps, comme ça, infecte tout ce que je suis en train de faire. »
On[Qui ?] notera par ailleurs l'emploi du récit « métafictif », racontant et commentant l'écriture, la lecture et la réception médiatique de ses textes dans, entre autres, Sujet Angot, Une partie du cœur et Quitter la ville.
Christine Angot s'efforce aussi de sonder le rapport de la société à la parole de l'écrivain sur la place publique, parole qu'elle qualifie de « performative » dans les premières pages de Quitter la ville :

« La vie des écrivains, c'est plus important en tout cas que les livres. On entend le mensonge et on entend la vérité, on entend le dedans et on entend le dehors, on est en soi et hors de soi […]. La parole est un acte. C'est un acte quand on parle. Et donc ça fait des choses, ça produit des effets, ça agit. Ce n'est pas un jeu, un ensemble de règles de toutes sortes […] Ce n'est pas une merde de témoignage, comme on dit. »

L'exploration du motif incestueux (ou des liens entre l'espace sociétal et l'interdit fondamental de l'inceste) est un thème récurrent de son œuvre, et plus particulièrement dans L'Inceste et Une semaine de vacances.

### Influences littéraires
Les influences littéraires de Christine Angot sont nombreuses, et vont de Louis-Ferdinand Céline à Marguerite Duras en passant par Marcel Proust — page 24 de Léonore, toujours, il y a une allusion claire à l'incipit du roman Du côté de chez Swann et elle cite d'ailleurs Proust en exergue à Pourquoi le Brésil ?. Elle déclare :

« Je ne suis pas autant intimidée par Duras ou Proust que par Céline. Voilà quelqu'un qui parle sa langue. Duras, ce qui est bien, c'est qu'elle ne s'emmerde pas. Dans C'est tout, dans Emily L.… Ce que j'aime aussi, c'est qu'elle a fait en sorte qu'on se demande toujours si elle est un écrivain ou pas. »

Elle évoque aussi son admiration pour Samuel Beckett : « Lui, on ne peut pas se demander si c'est un écrivain ou non. On sait que c'en est un », mais aussi Hervé Guibert qu'elle reconnaît être « un auteur important qui a ouvert des portes. » Elle déclare s'être intéressée tardivement au genre poétique, notamment au travers d'Henri Michaux : « Je me rends compte que la poésie, c'est bien. Je croyais qu'il y avait trop de “regardez, je fais de la belle littérature” alors que le roman peut traîner partout et peut flirter avec le vulgaire. La poésie c'est un art noble, le roman est une forme bâtarde. Qui, donc, me convient mieux. »
Parmi ses contemporains, elle souligne son goût pour les romans de Camille Laurens : « Ce que j'aime bien chez elle c'est qu'elle ne s'embarque pas dans des contradictions. Chez elle, les phrases ne se détruisent pas les unes les autres comme chez moi. Avec elle, la phrase, rien ne peut l'arrêter » et Mathieu Lindon qu'elle soutiendra lors de la polémique suscitée par la publication de son roman Le Procès de Jean-Marie Le Pen. Par ailleurs, l'œuvre de Christine Angot est souvent rapprochée de celle de Guillaume Dustan, dont elle serait l'« alter-Angot ».

### Emprunts et réécritures
Dans L'Inceste, Christine Angot note : « Toujours m'appuyer sur des choses annexes, faire des rapprochements, depuis que j'écris, il y a toujours eu d'autres voix, d'autres textes, d'autres choses, un autre angle sous lequel j'essaie de me montrer. » De fait, la plupart de ses œuvres sont le produit d'un processus de réécriture et de citations d'autres livres — emprunts explicites ou cachés au lecteur.[réf. nécessaire]
On évoquera[Qui ?], en premier lieu, la réécriture de l'incipit d'À l'ami qui ne m'a pas sauvé la vie d'Hervé Guibert qui ouvre L'Inceste, ainsi que les nombreuses citations qui émaillent le texte. Quant à son roman suivant, Quitter la ville, il contient de nombreux emprunts (réécrits ou fidèles), à la pièce Œdipe, ainsi que des citations extraites de Cet amour-là de Yann Andréa, dernier compagnon de Marguerite Duras. En outre, le texte est largement composé de citations d'article de presse, de chroniques et critiques littéraires.[réf. nécessaire]
Christine Angot avoue aussi s'être servie des Cahiers de Vaslav Nijinski et du Livre noir élaboré par Ilya Ehrenbourg et Vassili Grossman (destiné à recueillir des témoignages et documents sur la Shoah), afin de rédiger son ouvrage Les Autres.[réf. nécessaire] Quant à Léonore, toujours, le texte évoque Sexus d'Henry Miller et L'Usage de la vie mentionne quant à lui des liens avec C'était tout une vie de François Bon.

### Accueil critique
En 1999, avec la publication de L'Inceste, elle devient une des figures majeures et médiatiques de la nouvelle scène littéraire française. Controversée, se révélant parfois pythique voire radicale, Christine Angot défraya alors la chronique littéraire. Qualifiée par les uns d'« écrivain provocateur et histrionique » auteur d'une œuvre racoleuse « rédigée dans un style brouillon », L'Inceste fut qualifiée par d'autres (Les Inrockuptibles, Libération, Le Monde des livres) d'œuvre au modernisme certain et aux qualités littéraires indéniables[réf. nécessaire]. L'Inceste se vendra à près de 50 000 exemplaires.
Par la suite, la réception de ses textes se fait toujours dans une profonde dichotomie, entre critiques élogieuses et critiques négatives. Lors de la publication de son roman Les Désaxés, la revue Lire se demande : « Faut-il lire Angot ? ». Dès lors, si la critique littéraire note que « la romancière reste unique, seule aujourd'hui à être reconnaissable dès les premières lignes », elle souligne aussi que Christine Angot « a épuisé son sujet dès les vingt premières lignes [et que] les pages, répétitives, se suivent alors sans le moindre rythme, à peine heurtées par quelques clichés sur le monde du cinéma et de nombreuses marques d'élégance (“vie de merde”, “grosse vache”, “pisse-copie”, etc.). »
Il en est de même, pour illustration, de son livre Le Marché des amants, considéré par Benjamin Berton, écrivain et critique, comme « le meilleur de l’auteur », mais qui souligne aussi que le livre est « le plus ridicule que vous pourrez jamais lire si vous aimez, disons, la littérature d'ambition, la littérature d'aventure, la littérature qui raconte des histoires amples, historiques ou dramatiques », avant de conclure, à propos de Christine Angot : « C'est une tragédienne magnifique et affligeante. »
Le titre de romancière lui est contesté par de nombreuses personnalités,.
À la publication de son livre en 2018 intitulé Un tournant de la vie, les critiques s'avèrent relativement négatives. L'écrivain Éric Neuhoff le qualifie de « roman à l'eau de rose totalement faiblard ». Michel Crépu parle d'un « effondrement littéraire » tandis que Jean-Claude Raspiengeas commente l'œuvre comme étant d'une « bêtise abyssale ». Arnaud Viviant tempère en disant qu'il est « très bien décrit ».

## Œuvres

### Romans et récits
- Vu du ciel, Gallimard, coll. « L'Arpenteur », 1990.
- Not to Be, Gallimard, coll. « L'Arpenteur », 1991.
- Léonore, toujours, Gallimard, coll. « L'Arpenteur », 1994 ; rééd. Fayard, 1997 ; rééd. Seuil, 2010.
- Interview, Fayard, 1995.
- Les Autres, Fayard, 1997 ; rééd. Stock, 2001.
- Sujet Angot, Fayard, 1998.
- L'Inceste, Stock, 1999.
- Quitter la ville, Stock, 2000.
- Normalement suivi de La Peur du lendemain, Stock, 2001.
- Pourquoi le Brésil ?, Stock, 2002.
- Peau d'Âne, Stock, 2003.
- Les Désaxés, Stock, 2004.
- Une partie du cœur, avec Jérôme Beaujour, Stock, 2004.
- Rendez-vous, Flammarion, 2006. Prix de Flore
- Le Marché des amants, Seuil, 2008.
- Les Petits, Flammarion, 2011.
- Une semaine de vacances, Flammarion, 2012.
- La Petite Foule, Flammarion, 2014.
- Un amour impossible, Flammarion, 2015. Prix Décembre 2015[112]
- Un tournant de la vie, Flammarion, 2018.
- Le Voyage dans l'Est, Flammarion, 2021.  Prix Médicis[113] et Prix Les Inrockuptibles
- La Nuit sur commande, Stock, coll. « Ma nuit au musée », 2025.

### Monographies
- Les Artistes, éditions de la Villa Arson, coll. « Le Principe de réalité », 1993.
- Droit au but, photographies de Pierre Schwartz, école supérieure des beaux-arts de Marseille, 1998.
- Othoniel, Flammarion, 2006.

### Pièces de théâtre
- Corps plongés dans un liquide, éd. du Théâtre Ouvert, coll. « Tapuscrit », 1992.
- L'Usage de la vie incluant Corps plongés dans un liquide, Même si et Nouvelle vague, Fayard, 1998.
- L'Usage de la vie, Mille et une nuits, 1999.

### Entretiens
- Christine Angot, entretiens avec Jacques Henric, éditions IMEC, coll. « Les grands entretiens d'artpress », 2013.

### Ouvrages collectifs
- Le Sexe, La Découverte, coll. « Les français peints par eux-mêmes », 2003, chap. « Les Naturistes ».
- Dix ans sous la Bleue, Stock, 2004, p. 13-17.
- Amour toujours ?, Gallimard, coll. « Folio essai », no 583, 2013.

### Prix
- 2005 : Prix France Culture pour Les Désaxés et Une partie du cœur
- 2006 : Prix de Flore pour Rendez-vous
- 2012 : Prix Sade pour Une semaine de vacances (refusé par l'auteur)
- 2015 : Prix Décembre pour Un amour impossible[114]
- 2021 : Prix Médicis pour Le Voyage dans l'Est[113]

## Théâtre
- Corps plongés dans un liquide (1992)
- Nouvelle vague (1992)
- Même si (1996)
- L'Usage de la vie (1997)
- Arrêtez, arrêtons, arrête (1997)
  - Captation de la création théâtrale, réalisation de Valérie Urréa, production, édition et distribution par le Centre chorégraphique national de Montpellier Languedoc-Roussillon (2008).
- Mais aussi autre chose (1999)
- La Confession (1999)
- La Fin de l'amour (2000)
- Meinhof/Angot (2001)
- Normalement (2002)
- La Place du singe (2005)
  - Captation de la création théâtrale, réalisation de Karim Zeriahen, production, édition et distribution par le Centre chorégraphique national de Montpellier Languedoc-Roussillon (2006).
- Le Théâtre Sorano confié à Christine Angot (2013)
- Christine Angot lit Écrire de Marguerite Duras, Maison de la Poésie (2014)
- Un amour impossible[115], CDN Besançon Franche-Comté (2016), Odéon-Théâtre de l'Europe (2017)
- Dîner en ville (2018)

## Audiographie

### Disques audio
- 2001 : Christine Angot lit L'Inceste, Stock/France-Culture, 3 CD.
- 2016 : Un amour impossible, lu par l'auteur, Gallimard, coll. « Écoutez lire ».

### Radiodiffusions
- 1999 : Mais aussi autre chose, création théâtrale, « Les Fictions de France Culture », France Culture, 16 juillet.
- 2013 : Une semaine de vacances avec Christine Angot, créations théâtrales et lectures, France Culture, 22-26 juillet.

## Filmographie
- 2001 : Emmenez-la, réalisatrice en collaboration avec Laetitia Masson, d'après La Peur du lendemain, avec Christine Angot, Canal Plus/Sons et Lumières.
- 2004 : Pourquoi (pas) le Brésil, de Laetitia Masson, avec Christine Angot, à partir de son roman Pourquoi le Brésil ?.
- 2014 : Voilà l'enchaînement de Claire Denis, court métrage d'après un scénario de Christine Angot.
- 2017 : Un beau soleil intérieur de Claire Denis, co-scénariste, coadaptatrice et co-dialoguiste avec Claire Denis.
- 2018 : Un amour impossible, de Catherine Corsini, d'après son ouvrage éponyme.
- 2022 : Avec amour et acharnement de Claire Denis, co-scénariste avec Claire Denis, d'après son roman Un tournant de la vie.
- 2024 : Une famille (documentaire), réalisatrice.
- Elle participe en 2023 au documentaire Un silence si bruyant, sur le thème des violences incestueuses, coréalisé par Anastasia Mikova et Emmanuelle Béart, celle-ci très liée à la rencontre des livres puis de la personne de Christine Angot sur ce sujet[116].

### Conférence
- 2004 : Christine Angot – Catherine Breillat, BnF, coll. « Écrire – filmer ».